# Équipe des Émirats arabes unis masculine de handball
L'équipe des Émirats arabes unis masculine de handball représente la fédération de émirats arabes unis de handball lors des compétitions internationales, notamment aux Jeux asiatiques et aux championnats d'Asie. Elle ne s'est qualifiée qu'une fois à un Championnats du monde, en 2015, mais déclare finalement forfait.

## Palmarès
néant

## Résultats en compétitions internationales
| Jeux olympiques Aucune participation Championnats du monde - 2015 : forfait | Jeux asiatiques - 1982 : 6e - 1990 : 6e - 1998 : 5e - 2002 : 8e - 2006 : 10e - 2014 : 13e | Championnats d'Asie - 1977 : 9e - 1991 : 6e - 1993 : 8e - 1995 : 6e - 2004 : 6e - 2008 : 8e - 2010 : 11e - 2012 : 7e - 2014 : 4e - 2016 : 7e - 2018 : 7e - 2020 : 5e - 2022 : 9e - 2024 : 7e |